# Жо Дасен
Жо Дасен (фр. Joe Dassin; 5. новембар 1938 — 20. август 1980), пуно име Жозеф Ира Дасен (фр. Joseph Ira Dassin), био је америчко−француски певач и текстописац.
Током каријере која је трајала шеснаест година (1964–1980), имао је бројне успехе у Француској и франкофоном свету, као и певајући на језицима који нису са француског говорног подручја. Укупно је продао скоро 25 милиона плоча широм света. Био је син филмског редитеља Жила Дасена.
Преминуо је од последица срчаног удара током одмора на Тахитију 20. августа 1980. године, у 41. години живота.

## Дискографија

### Студијски албуми
- Joe Dassin à New York (1966)
- Les deux mondes de Joe Dassin (1967)
- Les Champs-Elysèes (1969)
- Joe Dassin (La Fleur aux dents) (1970)
- Joe Dassin (Elle était.....Oh!) (1971)
- Joe (1972)
- 13 chansons nouvelles (1973)
- Joe Dassin (Si tu t'appelles Melancolie) (1974)
- Joe Dassin (Le Costume blanc) (1975)
- Le Jardin du Luxembourg (1976)
- Les femmes de ma vie (1978)
- 15 ans déjà.... (1978)
- Blue Country (1979)